# Keydren Clark
Pour les articles homonymes, voir Clark.
Keydren Clark, né le 8 octobre 1984 à Tuscaloosa en Alabama, est un joueur américain de basket-ball.